# Manley Hall Dixon
Manley Hall Dixon (8 de junio de 1786, 3 de marzo de 1864, Stoke, Devon) fue un marino británico que alcanzó el grado de almirante de la Royal Navy.

## Biografía
Nacido en el seno de una familia de tradición militar, era hijo del almirante Manley Dixon (1757-1837), quien durante las guerras revolucionarias francesas participó de la captura del Santa Dorotea en el combate de Cartagena (1798), del Sitio de Malta (1798-1800) y de la captura del Guillaume Tell (1800).
Ingresó a la Royal Navy en junio de 1794. Alcanzó el grado de teniente en abril de 1802 y de comandante en febrero de 1809, asumiendo el mando del bergantín de 16 cañones HMS Fly.
El 28 de junio de 1811 fue promovido a capitán y puesto al mando del navío de 74 cañones HMS Vigo, buque insignia de la flota del Báltico comandada por su padre, Manley Dixon.
En 1812 pasó a comandar el navío de 74 HMS Montagu, insignia de la escuadra que al mando de su padre operó primero en el mar Báltico y luego en Sudamérica.
El 29 de julio de 1813 se convirtió en comandante de la fragata HMS Nereus (32), afectada al estación naval en Sudamérica, manteniendo el puesto hasta el 11 de enero de 1815. Estuvo al frente de la mencionada estación, con base en Río de Janeiro, durante ese período clave en las luchas por la emancipación americana.
El 18 de abril de ese año casó con Harriet Foot.
Entre el 15 de marzo de 1831 y 1832	fue comandante del HMS Pallas, en servicio en las aguas de las Indias Occidentales.
El 22 de mayo de 1845 fue nombrado capitán del navío de 120 cañones HMS Caledonia, con base en Devonport. El 27 de diciembre de 1847 fue ascendido a contralmirante.
El 1 de mayo de 1850 fue nombrado comandante en jefe de la estación con base en Queenstown, siendo su buque insignia el navío HMS Ajax.
El 7 de febrero de 1855	fue promovido a vicealmirante y se retiró con ese grado el 28 de diciembre de ese mismo año. El 1 de noviembre fue nombrado almirante, falleciendo a la edad de 77 años el 3 de marzo de 1864 en su residencia de Stoke, Devonport.